# NGC 3395
NGC 3395 (другие обозначения — IC 2613, ARP 270, UGC 5931, VV 246, MCG 6-24-17, ARAK 257, ZWG 184.18, KCPG 249A, PGC 32424) — спиральная галактика с перемычкой (SBc) в созвездии Малый Лев.
Этот объект входит в число перечисленных в оригинальной редакции «Нового общего каталога».
Галактика NGC 3395 входит в состав группы галактик NGC 3396. Помимо NGC 3395 в группу также входят NGC 3381, NGC 3396, NGC 3424, NGC 3430, NGC 3442, PGC 32631, UGC 5934 и UGC 5990.
В истории галактик NGC 3395 и 3396 насчитывается минимум одно тесное сближение. Вероятно, эти галактики находятся на ранней стадии слияния.